# 髙田芳樹
髙田 芳樹（たかだ よしき、1958年6月6日 - ）は、日本の実業家。SMC株式会社代表取締役社長。東京都出身。

## 人物・経歴
東京都出身。市川高等学校卒業。1982年上智大学法学部卒業。1988年英国・ロンドン大学政治経済大学院ディプロマ修了。大学卒業後、三菱商事株式会社に入社。1987年に同社を退職し、SMC株式会社に入社。1991年SMCアメリカに出向。1994年SMC株式会社取締役。2002年同社常務取締役。2003年海外事業統括担当。2004年SMCアメリカ取締役社長。2017年SMC株式会社取締役常務執行役員。2018年同社取締役専務執行役員、営業本部長。2019年同社代表取締役副社長、SMCアメリカ取締役会長。2021年同社代表取締役社長。